# Alfred Rosenberg
Alfred Rosenberg (12 de gener de 1893 – 16 d'octubre de 1946). Va ser un dels primers membres del Partit Nazi, i un dels que hi va influir més intel·lectualment. Posteriorment va exercir diversos càrrecs de gran importància. És considerat l'autor principal dels credos claus de la ideologia nazi, incloent-hi les seves teories racials, la persecució dels jueus, l'espai vital (Lebensraum), l'abolició del Tractat de Versalles i l'oposició a l'art modern degenerat. També és conegut per la seva aversió al cristianisme. Va ser un dels receptors del Guardó Nacional Alemany de les Arts i Ciències. Va ser jutjat als tribunals de Nuremberg, essent condemnat a mort i executat a la forca com a criminal de guerra.

## Biografia

### Carrera inicial
Rosenberg va néixer en una família d'alemanys del Bàltic. El seu pare era un comerciant de Letònia, mentre que la seva mare era de Reval (avui Tallinn, a Estònia, llavors part de l'Imperi Rus). Va estudiar arquitectura a l'Institut Politècnic de Riga i enginyeria a la universitat de Moscou, completant els seus estudis el 1917. Curiosament, alguns dels edificis que dissenyà encara s'alcen al centre de Tallinn. Durant la Revolució Russa Rosenberg donà suport als contra-revolucionaris, per la qual cosa emigrà a Alemanya el 1918 juntament amb Max Scheubner-Richter, que era una mena de mentor de Rosenberg i de la seva mateixa ideologia. Arribà a Múnic i col·laborà al periòdic de Dietrich Eckart, Völkischer Beobachter (L'Observador del Poble). En aquesta època es torna antisemita (influenciat pel llibre The Foundations of the Nineteenth Century, de Houston Stewart Chamberlain) i anti-bolxevic, com a resultat de l'exili de la seva família.
Rosenberg va ser un dels primers membres del Partit dels Treballadors Alemanys (DAP) (posteriorment el Partit Nacional Socialista dels Treballadors Alemanys, més conegut amb l'acròniml NSDAP o Partit Nazi), afiliant-s'hi el gener de 1919 (Hitler no s'hi afiliaria fins a l'octubre de 1919). Rosenberg també va ser membre de la Societat Thule, també amb Eckart. Rosenberg esdevingué editor del Völkischer Beobachter, el diari del Partit Nazi, el 1921.
El 1923, després del Putsch de Múnic i el subseqüent empresonament de Hitler, aquest nomenà a Rosenberg com a líder del Partit Nazi, posició que mantingué fins a l'excarceració de Hitler. Hitler després remarcà en privat que havia escollit a Rosenberg per motius estratègics, basant-se en la seva personalitat feble i la seva manca d'auto-motivació, atès que Hitler no volia que el líder temporal dels nazis fos algú popular o afamat de poder, sinó algú que cedís sense problemes el lideratge del partit després que fos alliberat.
El 1929 fundà la Lliga Militant per a la Cultura Alemanya. Posteriorment formà l'Institut per a l'Estudi de la Qüestió Jueva, dedicat a identificar i a atacar la influència jueva en la cultura alemanya i a l'estudi del judaisme des d'una perspectiva anti-semítica. Va ser nomenat Diputat del Reichstag el 1930 i publicà el seu llibre sobre teoria racial El Mite del Segle Vint (Der Mythus des 20. Jahrhunderts), que dona les claus sobre la ideologia nacional socialista en punts com la qüestió jueva. Si bé se n'havien venut més d'un milió d'exemplars el 1945, la seva influència sobre el nazisme és dubtosa, tot i que era un llibre venerat pel nazisme, hom afirma que pocs van llegir més del primer capítol, i els que ho van fer el trobaren poc comprensible. El propi Hitler deia que era incomprensible i en desaprovava el to pseudoreligiós.
Més influència va tenir l'actitud de Rosenberg cap al bolxevisme soviètic, atès que va persuadir a Hitler sobre els perills del comunisme i de la suposada fragilitat de l'estructura política soviètica.
Va ser nomenat líder de l'oficina de política exterior del Partit Nazi el 1933, però no va fer gaire cosa (des d'aquest càrrec es va apropiar de les obres d'art pertanyents a museus i col·leccions privades de jueus.). El seu viatge a Gran Bretanya aquell any va ser dissenyat per enfortir els lligams entre l'Imperi Britànic i el nou règim però va ser un complet fracàs: quan Rosenberg diposità una corona amb una esvàstica a la tomba del soldat desconegut, un veterà de la I Guerra Mundial la llençà al Tàmesi. El gener de 1934 va ser substituït per Hitler perquè es responsabilitzés de l'educació espiritual i filosòfica del Partit i de les seves organitzacions.

### Teories Racials
Rosenberg també era el teòric principal de les teories racials nazis per tal de construir un model racial que justifiqués les polítiques hitlerianes. Rosenberg construí el seu corpus basant-se en els treballs d'Arthur de Gobineau, Houston Stewart Chamberlain i Madison Grant, així com en les creencies de Hitler. Rosenberg no tenia coneixements d'antropologia ni els recursos científics de què Grant i els altres disposaven. Rosenberg considerava que els negres, jueus i altres pobles semítics estaven als peus de la piràmide. Al capdamunt estaven els blancs, la raça ària. Rosenberg promogué la Teoria Nòrdica, que considerava als pobles de raça nòrdica com l'origen racial dels pobles aris. Aquesta "raça" es trobava més conservada entre els escandinaus, els estonians, les nacions bàltiques, els alemanys del nord, els holandesos i els anglosaxons. Rosenberg reorganitzà la política racial nacionalsocialista durant anys, però sempre consistí en l'exaltació nordico-ària, el nacionalisme alemany extrem i un dur antisemitisme. Rosenberg també era un dur crític de l'homosexualitat, tant masculina com femenina, essent notable el seu pamflet Der Sumpf (El Pantà), veient l'homosexualitat (particularment el lesbianisme) com un obstacle a l'expansió de la població nòrdica. L'actitud de Rosenberg cap als eslaus de l'Europa Oriental és més incerta. Molts nazis, incloent-hi a Hitler mateix, consideraven als eslaus com una raça inferior a la qual calia subjugar, però Rosenberg suggeria que també eren aris.

### Teories Religioses
Rosenberg advocava per a una nova "religió de la sang", basada en els suposats impulsos innats de l'ànima nòrdica per defensar el seu caràcter noble contra la degeneració racial i cultural. Creia que això havia estat personificat en les primeres religions paganes indoeuropees (celtes, germàniques, bàltiques, romana), Zoroastre i l'Hinduisme Vèdic. A diferència de Himmler, no li interessava gaire el budisme. Seguint les idees de Chamberlain, condemnava allò que anomenava "el cristianisme negatiu", les creences ortodoxes de les esglésies protestant i catòlica, argumentant allò que ell anomenava un "cristianisme positiu" basat en l'afirmació de Chamberlain de que Jesús era membre d'un enclavament nòrdic resident a l'antiga Galilea que va lluitar contra el judaisme. Per a Rosenberg, la doctrina religiosa no era importat, el que importava era que les creences servissin als interessos de la raça nòrdica, connectant l'individu amb la seva naturalesa racial.

## Activitats en temps de guerra

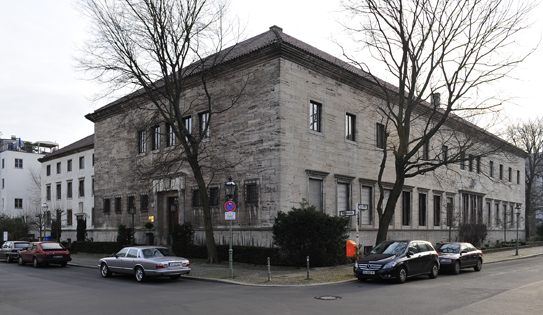
A partir de 1942 l'oficina del Ministre dels Territoris Ocupats de l'Est Alfred Rosenberg

El 1940 va passar a encapçalar la Hohe Schule (literalment, Universitat), el Centre de Recerca Ideològica i Educativa Nacional Socialista. Rosenberg creà un Grup Especial de Treball per la Música (Sonderstab Musik), per recol·lectar els millors instruments musicals i gravacions per utilitzar a la universitat que s'havia de construir a Linz (Àustria). Les ordes donades a la Sonderstab Musik eren saquejar totes les formes de propietat jueva a Alemanya i a qualsevol país capturat per la Wehrmacht, i tots els instruments musicals o enregistraments havien de ser enviats immediatament a Berlín.
Seguint la invasió de l'URSS, Rosenberg va ser nomenat Ministre del Reich pels Territoris Ocupats de l'Est. Alfred Meyer era el seu assistent i el va representar a la Conferència de Wannsee. Un altre oficial del Ministeri, Georg Leibbrandt, també va assistir a la conferència, d'acord amb el requeriment de Rosenberg.
Rosenberg presentà a Hitler el seu pla per a l'organització dels territoris orientals conquerits, suggerint l'establiment de nous districtes administratius, per reemplaçar els territoris prèviament controlats pels soviets, amb uns nous Reichkommissariats. Aquests haurien de ser:
1. Ostland (els Països Bàltics i Belarús)
2. Ukraine (Ucraïna i els territoris circumdants)
3. Kaukasus (la regió del Caucas)
4. Moskau (la ciutat de Moscou i la resta de la regió russa europea)

Amb suggeriments com aquests s'intentava encoratjar el nacionalisme no-rus i promoure els interessos alemanys en benefici de les futures generacions àries, d'acord amb els plans geopolítics del Lebensraum im Osten. Volien crear un amortidor contra l'expansió soviètica en preparació per a l'erradicació del comunisme i el bolxevisme per a l'acció militar preventiva.
Seguint aquests plans, quan les forces de la Wehrmacht van envair el territori soviètic, van implantar immediatament els primers dels Reichskomissariats proposats, els d'Ostland i d'Ukraine, sota la comandància de Hinrich Lohse i d'Erich Koch respectivament. L'organització d'aquests territoris administratius portà el conflicte entre Rosenberg i les SS sobre el tractament dels eslaus sota l'ocupació alemanya. Rosenberg criticava el desplaçament, l'esclavatge i de vegades el genocidi dels no-jueus als països ocupats. Com a cap de les teories racials nazis, Rosenberg considerava als eslaus com a aris, si bé per sota dels alemanys. Rosenberg es queixava sovint a Hitler i a Himmler sobre el tractament als pobles ocupats no-jueus, per contra no va fer cap escarafall sobre els assassinats dels jueus. Als judicis de Nuremberg afirmà ser ignorant de l'Holocaust, tot i que Leibbrandt i Meyer van assistir en nom seu a la Conferència de Wannsee.

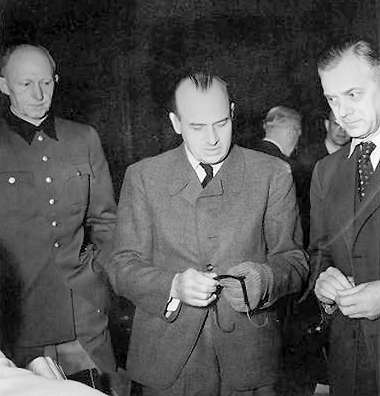
El general Alfred Jodl (esquerra), Hans Frank (centre) i Alfred Rosenberg (dreta) durant la celebració dels Judicis de Nuremberg.

Rosenberg va ser capturat pels Aliats al final de la guerra.

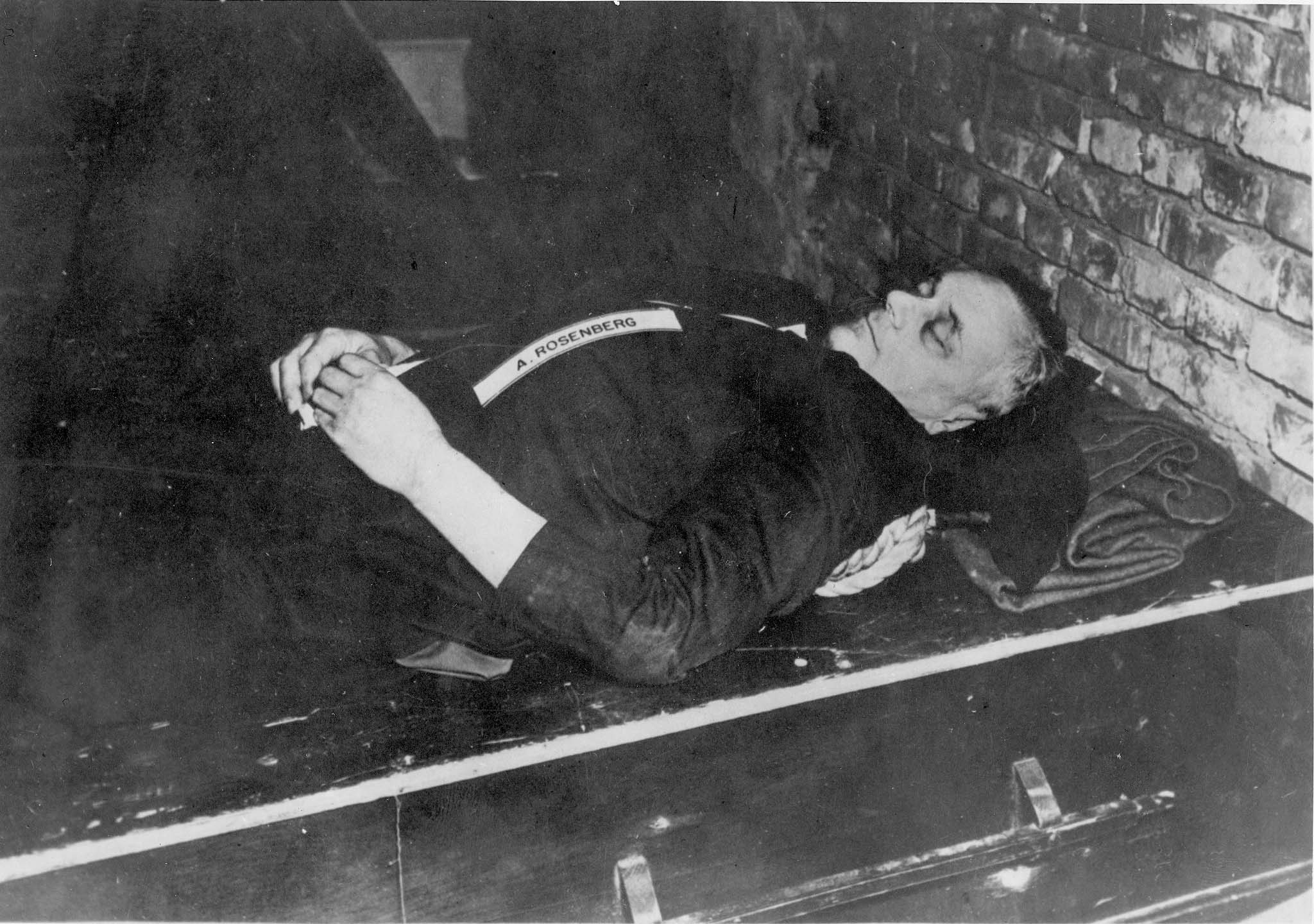
Rosenberg després de ser executat

Va ser jutjat a Nuremberg i trobat culpable de conspirar per cometre crims contra la pau, complot de guerra, crims de guerra i crims contra la humanitat. Va ser condemnat a mort i executat a la forca durant la matinada del 16 d'octubre de 1946

### Política Nazi i Opinions de Rosenberg
Hitler era un líder orientat cap a l'aspecte pràctic de la política, mentre que per Rosenberg, la religió i la filosofia eren claus.
La influència de Rosenberg al Partit Nazi és una controvèrsia. Sovint s'aprecia una manca de carisma i de l'habilitat política d'altres líders nazis, i sovint va ser aïllat. En alguns dels seus discursos, Hitler sembla proper als punts de vista de Rosenberg: el refús al cristianisme tradicional com a religió basada en la cultura jueva, preferint una "raça pura" ètnicament i culturalment, el destí de la qual se suposa havia estat assignat als alemanys per la Providència. Hitler sentia que també havia d'atraure als electors cristians, que el 1933 encara eren majoria entre la població alemanya. Després de la seva pujada al poder va assegurar a les esglésies protestants i catòliques que el Partit no intentaria reinstaurar el paganisme germànic. Es va presentar a si mateix com a l'home que salvaria al cristianisme de la destrucció a mans del comunisme ateu de la Unió Soviètica. Això va ser veritat immediatament abans i després de les eleccions de 1932; Hitler no volia aparèixer com una amenaça per a la fe cristiana i consolidar el seu poder, tot i que en privat sentia que el cristianisme havia estat un factor principal en la debilitat de l'Estat Alemany permetent que fos dominat per poders estrangers.
Alguns líders nazis, com Martin Bormann també eren anticristians i simpatitzaven amb Rosenberg. Un cop al poder, això no obstant, Hitler i la majoria dels líders nazis van intentar unificar les denominacions cristianes en favor d'un "cristianisme positiu". En privat es lamentaven dels punts de vista radicals i clarament anticristians de Rossenberg, i no recolzaven els petits grups pagans, recolzats cap al final (i buscant una paritat amb el cristianisme. No obstant això, Hitler i Goebbels estaven d'acord que després de la Endsieg (Victòria Final), l'Església del Reich estaria pressent en l'organització social-evolucionista del Reich, proclamant el culte a la raça, la sang i la batalla, en comptes de la Redempció i els Déu Manaments de Moisès, que els consideraven antiquats i jueus.
Mentre que Rosenberg sabia que entre els seus enemics es trobaven Göring, Himmler i Goebbels, Rossenberg creia que encara mantenia el favor de Hitler, d'acord amb la seva autobiografia, escrita poc abans de la seva execució.
El Tinent Coronel W.H. Dunn va escriure un informe mèdic i psiquiàtric d'ell mentre que es trobava a la presó per avaluar els riscs d'un possible suïcidi:
| « | "Dona la impressió d'aferrar-se a les seves pròpies teories d'una manera fanàtica i inflexible i d'haver estat poc influït durant el judici i pels crims del partit" | » |
| — | |   |

I resumint el conflicte sense resolució entre les opinions personals de Rosenberg i el pragmatisme de l'elit nazi:
| « | "La recerca despietada dels punts de vista nazis resulten per significar no, com Rosenberg havia esperat, la impregnació de la vida alemanya amb la nova ideologia; sinó que signifiquen la concentració dels recursos combinats del partit i de l'estat amb la guerra total" | » |

### Vida familiar
Rosenberg es va casar dos cops. La primera esposa, Hilda Leesmann, era ètnicament estoniana; es van divorciar el 1923 després de 8 anys de matrimoni. Es va casar per segon cop el 1925 amb Hedwig Kramer, i el matrimoni va durar fins a la mort. Va tenir dos fills, un fill que morí a la infància i una filla, Irene, nascuda el 1930, i que posteriorment va refusar el contacte amb qualsevol que cerqués informació sobre el seu pare.

## Obres
- Mythus des 20. Jahrhunderts (El mite del segle xx, 1930)